# 김승연
김승연(金升淵, 1952년 2월 7일~)은 대한민국의 기업인이다. 한화그룹 제2대 회장이다. 한화그룹 창업주 김종희 아들이며, 장인은 서정화 제41·61대 내무부 장관이다. 호는 우천(于泉)이다.

## 생애
1952년 충청남도 천안에서 현암 김종희의 아들로 태어났다. 경기고등학교를 입학해 다니던 중 1968년 미국으로 유학을 떠났다.
1974년 멘로 대학교 경영학과를 졸업하고, 1976년 드폴 대학교에서 국제정치학 석사 학위를 받았다.
1981년 아버지 현암 김종희의 타계로 인해 뒤를 이어 젊은 나이에 회장에 취임하여, 한화그룹의 규모를 수십 배로 키워냈다.
1996년 서강대학교에서 명예 경영학 박사 학위를 받았다. 2006년 유엔한국협회 회장으로 선임되었다.
2009년 11월 한국경영사학회 제16회 창업대상을 수상하였다.
대한아마추어복싱연맹 회장 등을 역임했으며, 한∙미교류협회 회장, UN한국협회 회장, 국제아마추어복싱연맹 부회장, 국제복싱발전재단(FBB) 초대 회장을 맡고 있다. 예술의 전당 교향악축제를 10년 넘게 후원하면서 2009년 3월 예술의 전당으로부터 종신 회원증을 받았다.
2011년 8월 초, 취임 30년이 되었다. 선대 회장의 갑작스런 타계로 회사를 물려받은 지난 30년간 한화는 매출 1조원(81년)에서 40조원을 목표로 하는 대기업으로 성장했다. 김 회장 취임 후 30년간 한화는 금융, 전자, 유통, 레저, 사회복지 등 3차산업을 강화하며 성공적인 제2 창업기를 보냈고, 최근에도 동남아 5개국을 돌며 비즈니스 가능성을 타진하는 등 왕성한 경영활동을 계속하고 있다.

### 경영실적
1981년 취임 1년 만에 한양화학(현 한화케미칼)과 한국다우케미칼을 인수, 석유화학 사업에 진출하고, 이어 1983년 경인에너지 내국화를 단행하면서 매출을 2배 이상 늘려 재계로부터 ‘제2의 창업’을 이뤘다는 평가를 받는다. 1985년, 정아그룹(현 한화호텔&리조트), 1986년 한양유통(현 한화갤러리아)을 인수하면서 3차산업에 진출했다. 1986년에는 빙그레 이글스(현 한화이글스)를 창단했고, 1990년 경향신문사를 인수했다.
1990년 이후 해외진출을 추진, 1993년 아테네은행 인수, 1996년 헝가리 엥도수에즈 부다페스트은행(현 헝가리 한화은행)을 인수했으나, 90년대 중반의 IMF 외환위기 체제 하 기업 구조조정 시기를 맞아 혹독한 구조조정 시기를 거친다. 이 시기, 한화 바스프우레탄, 한화에너지, 한화자동차부품 등의 회사를 매각했으며 유화사업 맞교환 등의 창조적 구조조정으로 국내는 물론, 산께이신문, 로이터통신 등에서 ‘구조조정의 마술사’란 별명을 얻게 된다.
 1999년 홍선기 대전시장으로부터‘타기업의 포기로 10년 이상 방치된 대전의 숙원 사업’인 대덕테크노밸리 사업 제안을 받았다. 김승연 회장은 그룹 실무진의 반대에도 불구하고 “지역 발전을 위해 적극 검토하라”는 지시를 하여 대덕테크노밸리의 사업화를 밀고 나갔다. 대덕테크노밸리는 2001년부터 9년간의 사업기간을 거쳐 2009년 11월 5일 성공적인 준공식을 가졌다. 대덕테크노밸리는 기존의 도시와는 차원을 달리하는 산업, 주거, 교육, 문화, 레저가 어우러진 신개념의 직주근접형 첨단복합단지로서 국내 최초의 도시개발 성공 사례로 평가받고 있다.
2002년 인수한 대한생명은 2010년 한국거래소에 상장되었으며, 2010년 6월 푸르덴셜투자증권 및 푸르덴셜 자산운용을 인수한다. 이후 중국 솔라펀파워 홀딩스 지분을 인수하며 한화솔라원으로 명칭을 변경하며 태양광 산업에 진출했다. 2011년 중국지역에 사업확장을 위해 한화차이나를 설립
하는 등 30년 동안 회장으로 재직하며 한화그룹을 매출 27배, 총자산 115배, 당기순이익 223배 성장시켰다.
2011년 10월 5일 한화 공생발전 7대 종합 프로젝트’를 선정하고, 상생, 친환경, 복지 등 기업의 사회적 책임을 다하기위한 구체적인 실행에 나섰다. 한화의 공생발전 모델의 핵심 테마를 상생, 친환경, 복지 분야로 나눠 추진 프로젝트를 선정, 중소기업형 사업 철수, 협력업체 지원, 친환경 사회공헌사업 확대, 사회복지재단 설립, 성과공유제, 친환경사업체제 구축, 공생전략 시스템 도입 등을 시행하고 있다.

### 문화 예술 스포츠 후원
예술의전당 교향악 축제 10년 단독 후원하였다.
국내 최고의 복합문화예술공간인 예술의 전당은 외환위기 이후 불어닥친 기업들의 후원 확보에 상당한 어려움을 겪었다.
특히 클래식 음악의 저변 확대를 위해 야심 차게 기획됐던 ‘교향악 축제’는 국내 최고의 클래식 축제임에도 불구하고 선뜻 후원에 나서는 기업이 없었다. 이를 안타깝게 여긴 김승연 회장은 어려운 경영 환경에도 불구하고 국민을 행복하게 할 수 있는 교향악축제를 장기적으로 후원하자는 결정을 내렸다.
2000년부터 한화 단독 협찬으로 개최되는 교향악 축제는‘한화가 전하는 희망의 봄’이라는 주제로 매년 4월에 진행되고 있다. 한화의 후원 이후 교향악 축제는 전국의 20여개 교향악단이 참여하고 3만 명 이상이 관람하는 국내 최대의 클래식 음악축제로 자리매김했다. 한화의 교향악 축제 10년 후원은 기업의 메세나 활동이 장기적이고 체계적으로 이루어져야 한다는 측면에서 대표적인 성공 사례로 평가 받고 있다.
예술의 전당은 한화그룹의 후원 10주년을 맞아 2009년 4월 김승연 회장에게 감사의 뜻으로 종신회원증을 전달했다.

### 스포츠 활동 후원
한화 창업자 현암 회장은 1980년에 북일고등학교 야구팀이 창단 3년 만에 봉황기와 화랑기 대회에서 우승한 것을 기념하기 위해 실업 야구단을 창단하겠다고 약속했다.
김승연 회장은 유지를 이어받아 1986년 프로야구 제7구단으로 한화이글스를 창단하며 야구회관을 건립 기증했다.
1982년 대한아마추어복싱연맹 회장에 취임해 1997년 사퇴할 때까지 대한체육회 산하 가맹 단체 회장 중 가장 오랜 기간인 15년 동안 재임, 1988년 국제아마복싱연맹이 A급 대회로 지정한 서울컵 국제복싱대회를 창설하여 격년제로 시행하는 등 국제사회에서 한국 아마복싱의 위상을 높이는 데 노력을 꾸준히 펼쳐 왔다. 1982년 아시아 아마추어복싱연맹(FAAB) 회장 피선과 국제아마추어복싱연맹(AIBA) 부회장 겸 아시아 지역 회장에 선임된 후 4년 임기직을 4차례에 걸쳐 연임했다. 또 2009년 8월에는 국제아마추어복싱연맹(AIBA) 산하 신설 재단인 국제복싱발전재단(FBB)의 초대 이사장에 추대됐다. 이외에도 대한올림픽위원회 부위원장 겸 대한체육회 부회장직을 수행했다.
1990년대에 250억원의 ‘김승연 장서기금’ 기부를 통해 서울대 중앙도서관에 단행본, 잡지 등 16만권이 넘는 장서 구입을 지원한 바 있다. 2008년부터 법학전문대학원 설립기금과 장학기금으로 11억여원을 기부하는 등 인재 양성을 위해 꾸준히 서울대를 지원하고 있다. 2012년 서울대에 50억원 기부, 법대 첨단강의동 신축을 지원했다.

### 로버트 김 후원
1997년 국가 기밀을 유출했다는 혐의로 미국 펜실베이니아주 앨런우드 연방교도소에 수감됐던 로버트 김에게 김승연은 수년간 생활비를 지원했다. 이러한 사실은 로버트 김이 2005년 10월 MBC라디오《김미화의 세계는 그리고 우리는》이란 프로그램에 출연하면서 세간에 알려졌다.
이날 진행자가 “모든 재산을 재판비용으로 쓰시고 경제적으로 무척 어려웠을 텐데, 생활은 어떻게 했나요?”라고 묻자, 로버트 김이 “한화 김승연 회장께서 상당히 오랫동안 뒷바라지해 주셨다. 지금도 해주시고 계시고, 정말 얼마나 감사한지 모르겠습니다”고 답한 것.
김승연은 로버트 김이 1997년 연방교도소에 수감된 이후부터 2003년 7월 로버트 김에 대한 후원회가 정식 발족할 때까지, 김승연 회장 개인적으로 로버트 김을 지속적으로 지원했는데 이 사실은 주위사람은 물론 회사 내 측근도 알지 못했다. 특히 로버트 김이 국가기밀 유출 혐의로 수감된 탓에 미국 정부와의 관계를 의식해 눈치를 보는 상황에서 이루어졌기 때문에 누구보다도 미국 정관계 인사와 친밀한 관계를 유지하고 있는 김승연 회장으로서는 용기있는 일을 한 것이라는 평가를 받는다.

### 천안함 유가족 채용
2010년 3월 천안함 사태가 발생하자, 한화그룹은 천안함 승조원 유가족을 한화그룹 계열사에 우선 채용하겠다고 2011년 3월 20일 밝혔다. 이는 김승연 회장이 유가족들의 슬픔과 희생을 안타깝게 여기며 그들을 도와줄 수 있는 방법을 검토하라고 지시로 이뤄지게 되었다.
천안함 승조원 사망·실종자와 한주호 준위의 유가족 당 1명씩을 우선 채용하기로 했다”며 “㈜한화 화약 부문을 중심으로 기타 한화그룹 계열사가 유가족의 연령, 경력 등을 검토하여 적합한 자리에 최우선적으로 채용할 것”이라고 밝혔다. 한화그룹은 이런 계획을 해군과 유가족에게 제안했으며, 대상자는 사망자의 직계 및 배우자 중 1명이다. 사망자가 미혼이거나, 부모가 없는 경우에는 형제자매까지 채용 대상을 확대했다.
46명의 천안함 희생자 중 36명의 유족이 한화에 취업을 희망했으며, 이중 2010년도에 취업을 희망한 가족 5명 전원이 입사해 다니고 있으며
, 2012년 기준으로 7명이 (주)한화와 한화테크엠에 근무하고 있다.
한화 측은 “나머지 유가족들도 취업할 형편이 되면 언제든지 일자리를 제공할 계획”이라고 말했다. 국내 기업 중 천안함 유족 채용 의사를 밝히고 실제 일자리를 제공한 것은 한화가 처음이다. 2010년 3월 해외 인재채용 설명회에 참석했다가 천안함 폭침사건 소식을 접한 김승연 한화그룹 회장이 귀국길에 “방위산업체를 경영하는 그룹으로서 유족이 절실하게 원하는 부분이 무엇인지를 고민해야 한다”며 “구체적인 지원방안을 찾아보라”고 지시한 데 따른 것이다.
한화는 천안함 성금으로 5억 원을 내놓았고, 유족 가운데 사망자의 직계 및 배우자, 사망자가 미혼이거나 부모가 없으면 형제자매 중 1명을 채용하겠다고 약속했다. 당시 천안함 용사 46명 중 37명의 유가족이 취업을 희망했고, 자녀가 어리거나 당장 취업할 여건이 안 되는 가족을 제외한 7명이 현재 한화 계열사에서 일하고 있다.

## 학력
- 멘로대학교 경영학 학사
- 드폴대학교 대학원 국제정치학 석사

### 명예 박사 학위
- 서강대학교 경영학 명예박사

## 경력
- 1981년: 한화그룹(구 한국화약그룹)회장
- 1984년: 그리스 명예 총 영사
- 1985년: 한화이글스 구단주
- 1991년: 한미친선회 이사
- 1993년: 경향신문사 회장
- 1996년: 헝가리 한화은행 회장
- 1997년: 성공회대학교 이사장
- 2000년: 대한사격연맹 총재
- 2002년: 대한사격연맹 명예회장
- 2002년: 대한생명보험 대표이사 회장
- 2005년: (주)한화 대표이사 회장
- 2009년: 한국경영사학회 제16회 창업대상
- 2012년: 유엔한국협회회장 재선임[16]
- 한국경영자총협회 부회장

## 사건 및 논란

### 외환관리법 위반 사건
1992년 미국 캘리포니아주 로스엔젤레스 인근의 벤투리 카운티 히든벨리 지역에서 영화배우 실베스타 스텔론의 별장을 470만달러에 사들였으며 이에 앞서 1979년 사우디 아리비아의 건설중개업자로부터 수수로 650만달러를 홍콩의 은행에 예치시킨 혐의로 구속, 1994년 외국환관리법위반 혐의로 징역 1년 집행유예 2년 추징금 47억 300여만원을 선고 받았다.

### 유산 상속 다툼 사건
창업주인 부친 김종희 회장이 1981년 타계하면서 유언장을 남기지 않아 당시 29세 나이로 김 회장이 그룹 회장직을 이어받아 동생인 김호연 빙그레회장과 재산분할관련 31차례 재판을 진행. 1995년 할머니의 장례식 때 만나 재산분할에 합의했다.

### 배임 사건
2004년 ~ 2006년 위장계열사의 빚을 갚기 위해 3200여억원대의 회사 자산을 부당지출하고, 계열사 주식을 가족들에게 헐값에 팔아넘겨 1041억원의 손실을 회사에 떠넘긴 혐의 등으로 기소됐다. 재판부는 이 중 1585억원에 대한 배임은 유죄로 판단했다.
2012년 8월 16일 1심 징역 4년 벌금 51억원 선고, 2013년 4월 15일 항소심 징역 3년, 벌금 51억 .2013년 9월 25일 상고심 원심 파기환송. 2014년 2월 11일, 징역 3년 집행유예 5년 사회봉사 300시간을 선고받았다.

### 차남 폭행자 청계산 보복 사건
과거 사회적 충격을 불러일으켰던 사건으로 김승연 회장의 둘째 아들인 김동원은 지난 2007년 3월 서울 청담동 가라오케에서 북창동 S클럽 종업원 일행과 시비가 붙어 다쳤다. 이에 아버지인 김승연 회장은 자신의 경호원과 사택 경비용역업체 직원 등 다수의 인력을 동원해 현장으로 갔고, 자신의 아들과 싸운 S클럽 종업원 4명을 차에 태워 청계산으로 끌고가 쇠파이프와 전기충격기 등을 사용하며 직접 폭행했다. 이 사건으로 사회적으로 거센 비난을 받았으며, 김 회장은 1심에서 징역 1년 6월의 실형이 선고됐으나 항소심에서 징역 1년6월에 집행유예 3년, 사회봉사명령 200시간으로 감형돼 경영일선에 복귀했다.

## 가족 관계
- 조부: 김재민(金在民) - 별세
- 조모: 오명철(吳明哲) - 별세
  - 백부: 김종철(金鍾哲, 1920년~1986년) - 한화그룹 창업주
  - 고모: 김종숙(金鍾淑)
  - 고숙: 김영일(金泳一) - 한화에너지(현 인천정유) 부사장과 결혼
  - 숙부: 김종식(金鍾植, 1935년~) - 제13대 국회의원
  - 부: 김종희(金鍾喜, 1922년~1981년) - 한화그룹 창업주
  - 모: 강태영
    - 누나: 김영혜(金英惠) - 제일화재해상보험 이사회 의장 역임
    - 자형: 이동훈(李東勳, 1948년~) - 이후락의 차남
    - 동생: 김호연(金昊淵, 1955년~) - 빙그레 회장, 제18대 국회의원 역임
    - 제수: 김미 - 건설부 장관 김신의 딸, 백범 김구의 손녀딸
    - 배우자: 서영민(1961년~2022년 8월 7일[21]) - 서정화 제41·61대 내무부 장관(4선 국회의원)의 딸 
      - 장남: 김동관 - 미국 하버드 대학교 졸업, 공군사관후보생 117기로 임관하여 공군 통역장교로 복무. 현재 한화큐셀앤드첨단소재 부사장으로, 경영수업을 받고 있음.
      - 차남: 김동원 - 미국 예일 대학교 졸업
      - 삼남: 김동선 - 미국 다트머스대학교 재학, 아시안 게임 승마 금메달 수상[22]